# Woodsia nonsuchae
Woodsia nonsuchae és una espècie de peix pertanyent a la família Phosichthyidae.
Habita al Pacífic occidental (al Japó, Austràliai Nova Zelanda), al Pacífic oriental (al sud de la regió del corrent de Califòrnia) i a l'Atlàntic occidental (Bermuda).Pot arribar a fer 12 cm de llargària màxima. 11-12 radis tous a l'aleta dorsal i 14-16 a l'anal. 42-45 vèrtebres. L'aleta anal es troba darrere de l'extrem de l'aleta dorsal. Té fotòfors. És un peix marí, mesopelàgic i batipelàgic que viu entre 530 i 1.335 m de fondària i entre les latituds 31°N-33°S i 130°E-64°W. És ovípar amb larves i ous planctònics. És inofensiu per als humans.